# Thaumastogarypus robustus
Thaumastogarypus robustus är en spindeldjursart som beskrevs av Beier 1947. Thaumastogarypus robustus ingår i släktet Thaumastogarypus och familjen gammelekklokrypare. Inga underarter finns listade i Catalogue of Life.